# کارولینا نولبژاک
کارولینا نولبژاک (لهستانی: Karolina Nolbrzak؛ ‏ زادهٔ ۲۲ اوت ۱۹۸۸) بازیگر اهل لهستان است.
از فیلم‌ها یا مجموعه‌های تلویزیونی که وی در آن‌ها نقش داشته‌است، می‌توان به دو روی سکه، کمیسر آلکس، خانه کشیش، پدر متیو، هتل ۵۲، ماگدا ام.، در خوشی و سختی، در خیابان سپولنی، مجرد و ع چون عشق اشاره نمود.